# Vermipsylla alakurt
Vermipsylla alakurt är en loppart som beskrevs av Schimkewitsch 1885. Vermipsylla alakurt ingår i släktet Vermipsylla och familjen grävlingloppor. Inga underarter finns listade i Catalogue of Life.